# Фуре, Полин
Полин Фуре (15 марта 1778, Памье, Арьеж, Королевство Франция — 18 марта 1869, VIII округ Парижа), известная также как Беллилот (фр. Bellilote) — французская художница, композитор и писательница.
Трижды была замужем: за Жан-Ноэлем Фуре, за Пьером Анри де Ранчу (вице-консул в Сантандере и консул в Швеции) и за капитаном гвардии Жаном Батистом Белларом.
Во время египетской кампании в 1798 и 1799 годах она была любовницей сначала Наполеона Бонапарта, а затем Клебера.

## Биография
Полин Беллиль родилась в семье часового мастера Анри Жака Клемента Беллиля и Маргариты Полин Барандон. Работая модисткой, она вышла замуж за шассёра Жана-Ноэля Фуре, за которым последовала в Египет. Поскольку женщин в эту экспедицию не брали, она переоделась в форму шассёра, успешно избегая разоблачения в течение 54 дней пути до Каира.
1 декабря 1798 года она встретилась с Наполеоном Бонапартом и стала его любовницей на время кампании. Наполеон отослал её мужа во Францию под предлогом доставки депеш. Однако корабль Фуре был перехвачен англичанами, которые отослали его обратно в Египет. Вернувшись, он узнал об измене жены, и они быстро развелись. После возвращения Наполеона во Францию она стала любовницей Жана-Батиста Клебера.
Когда Полина вернулась во Францию в 1800 году, она поехала в Париж, чтобы встретиться с Наполеоном. Опасаясь скандала, он отказался с ней видеться, однако подарил ей дом в пригороде Парижа и щедрое ежегодное содержание. Она вступила в повторный брак с Пьером Анри де Ранчу, назначенного вице-консулом, а затем, в 1810 году, консулом в Швеции.
После встречи с императором на балу в 1811 году она снова разводится и вступает в брак с Жаном Батистом Белларом, капитаном гвардии. После пребывания в Бразилии, где пара разбогатела, она вернулась в Париж в 1837 году, где проживала в роскоши. Она писала музыку, играла на арфе, рисовала и собирала картины и вела мирный образ жизни до конца своих дней.
Похоронена на кладбище Пер-Лашез в Париже.

## В литературе
Стефан Цвейг в пьесе «Каприз Бонапарта» описывает, как генерал Бонапарт встретил Беллилот, жену лейтенанта Фуре, и использовал свои полномочия командующего египетской армией и первого консула, чтобы отослать его из Египта, а затем заставить молчать.